# Ural-3255
Der Ural-3255 (russisch Урал-3255) ist ein Lastwagen mit Allradantrieb aus der Produktion des russischen Uralski Awtomobilny Sawods. Das Fahrzeug basiert auf dem Ural-4320 und dient der Beförderung von Personen im unwegsamen Gelände.

## Fahrzeugbeschreibung

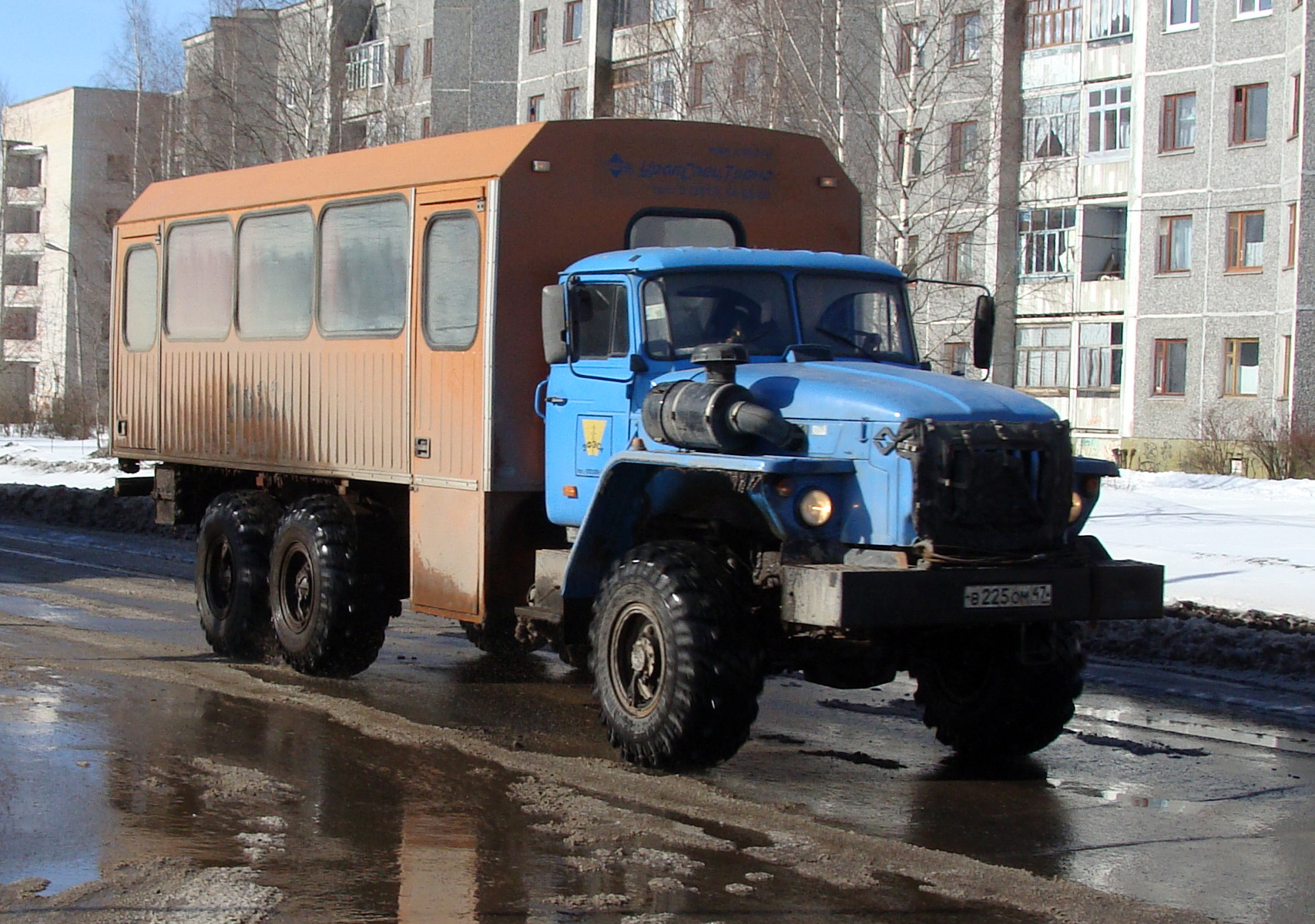
Ural-3255 in Russland (2010)

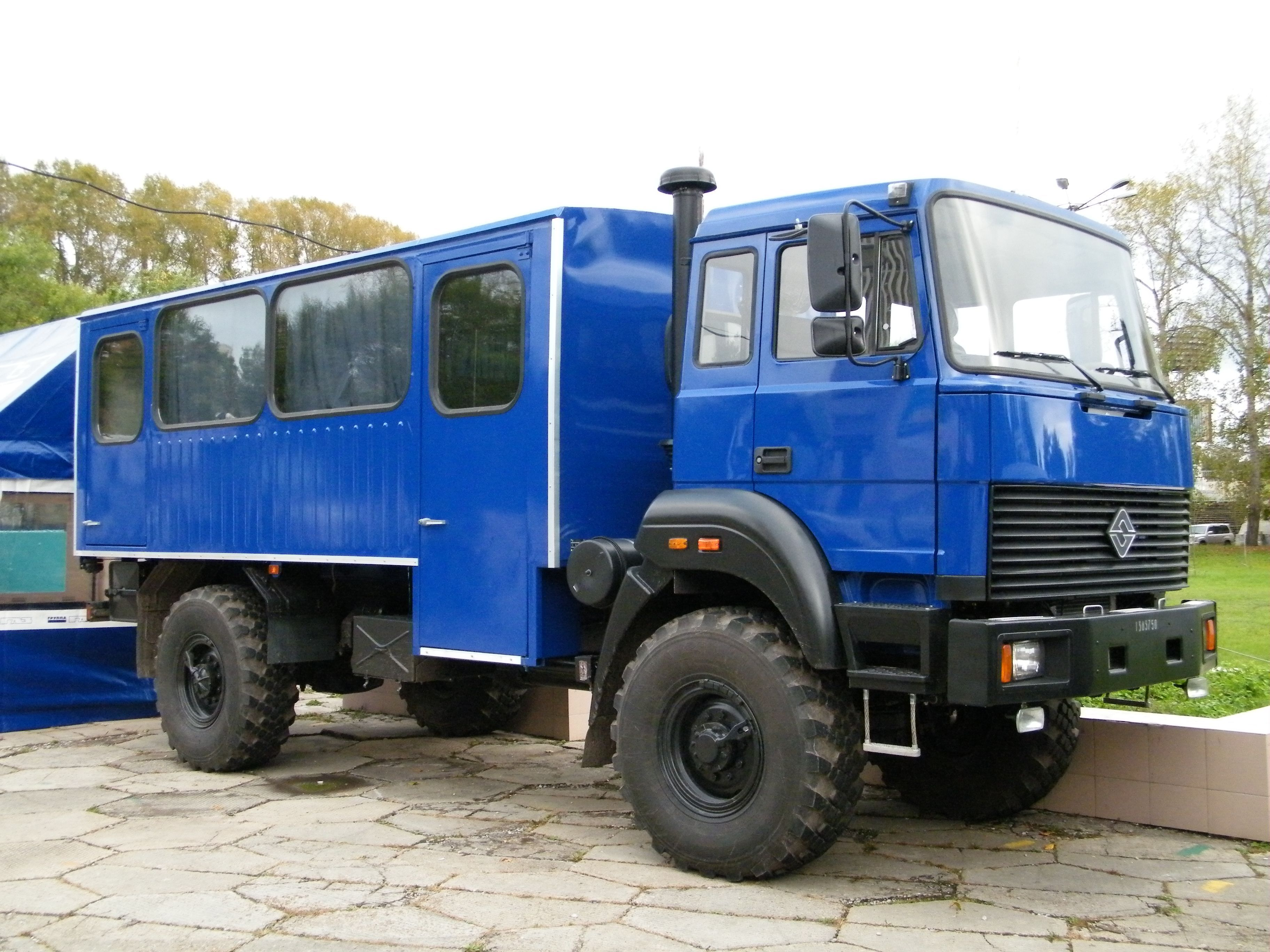
Ural-32552 auf Basis des Ural-43206 (2012)

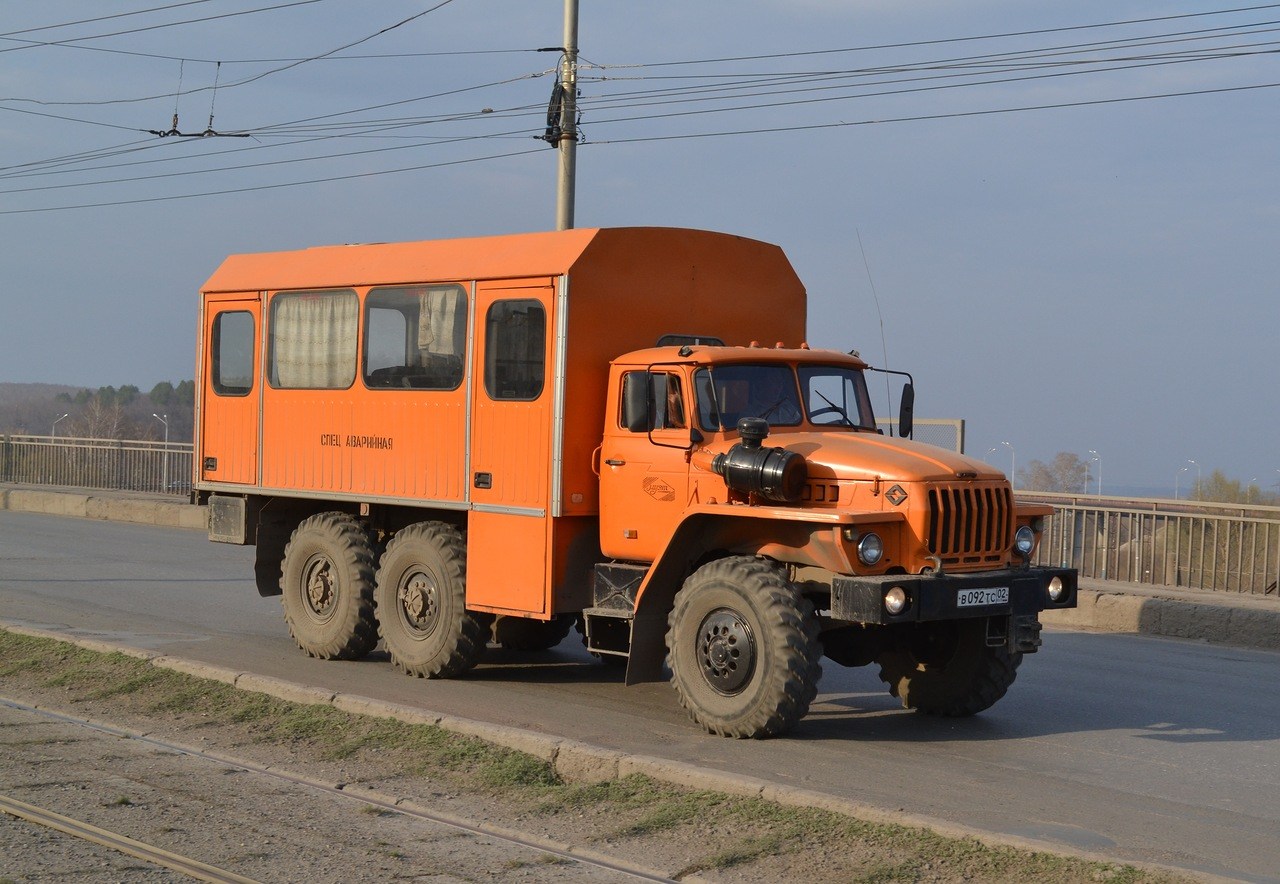
Ural-32551 mit kürzerem Aufbau in Ufa (2013)

Fahrzeuge wie der Ural-3255 werden dazu eingesetzt, eine größere Anzahl Personen an Orte zu transportieren, die für normale Omnibusse aufgrund des zu befahrenden Geländes nicht erreichbar sind. Entsprechend kommen sie zum Beispiel in abgelegenen Regionen wie Sibirien zum Einsatz, um Arbeiter der Öl- und Forstindustrie zu transportieren. Ähnliche Lastwagen-Bus-Kombinationen existieren auch vom Hersteller KAMAZ, wobei das Neftekamski Awtosawod passende Aufbauten zuliefert.
Um Lastwagen zum Transport von Personen fertigen zu können, wurde in den Jahren 1999 und 2000 zunächst vom Uralski Awtomobilny Sawod ein neues Werk errichtet. Dieses ist in der Lage, bis zu 1000 entsprechende Aufbauten pro Jahr zu produzieren. Im gleichen Zeitraum wurden die auch heute noch angebotenen Modellversionen entwickelt. Dabei handelt es sich um den Ural-3255 und den Ural-32551, die beide auf dem Fahrgestell des Ural-4320 basieren und auch dessen Kabine verwenden. Außerdem existiert der zweiachsige Ural-32552, der Fahrgestell und Kabine des Ural-43206 verwendet. Dadurch kamen im Laufe der Zeit auch verschiedene Fahrerhäuser zum Einsatz. Neben der klassischen Version als Langhauber werden heute auch Lastwagen mit der Kabine der Iveco T-Reihe angeboten. Noch im Jahr 2000 wurden die ersten 28 Lastwagen vom Typ Ural-3255 gebaut.
Im Fahrgastraum finden je nach Version unterschiedlich viele Passagiere Platz. Mit Stand 2016 bietet der Hersteller Aufbauten für 14 bis 22 Sitzplätze an. Die Motorisierung stammt ebenso wie das Getriebe stets aus dem Jaroslawski Motorny Sawod (JaMZ), das genau wie das UralAZ zur GAZ-Gruppe gehört.
Seit 2015 existieren auf Basis des URAL NEXT Lastwagen, die die gleiche Funktion erfüllen. Auch die russische Armee nutzt Fahrzeuge vom Typ Ural-3255 (siehe Abbildung oben).

## Technische Daten
Die hier aufgeführten Daten gelten für den Ural-3255, wie der Hersteller ihn Mitte 2016 anbot. Die Abmessungen des Fahrzeugs stammen von einer geringfügig älteren Version.
- Motor: Viertakt-V6-Dieselmotor
- Motortyp: JaMZ-65654
- Leistung: 230 PS (169 kW)
- maximales Drehmoment: 883 Nm
- Hubraum: 11,15 l
- Bohrung: 130 mm
- Hub: 140 mm
- Getriebe: manuelles Fünfzehngang-Schaltgetriebe
- Getriebetyp: JaMZ-2361
- Gewicht Motor + Getriebe: 1301 kg
- Untersetzungsgetriebe: zweistufig, aus der Fertigung des UralAZ
- Achsen: aus eigener Fertigung
- Tankinhalt: 300 l
- Höchstgeschwindigkeit: 80 km/h
- Antriebsformel: 6×6

Abmessungen und Gewichte
- Länge: 10.375 mm
- Breite: 2500 mm
- Höhe: 3360 mm
- Radstand: 4555 + 1440 mm
- Spurweite: 2010 mm
- Leergewicht: 11.870 kg
- Zuladung: 1430 kg
- zulässiges Gesamtgewicht: 13.300 kg
- maximale Achslast vorne: 5300 kg
- maximale Achslast hinten: 8000 kg
- Sitzplätze im Aufbau: 14
- Reifengröße: 14.00R20